# Nyssia obsolescens
Nyssia obsolescens là một loài bướm đêm trong họ Geometridae.